# Ultrasurf
Ultrasurf est un logiciel de contournement de censure de l'Internet, particulièrement utilisé lors du printemps arabe et pour contourner la censure d'Internet en République populaire de Chine.

## Évaluation
Dans une étude datant de 2007, l'université de Harvard et le Berkman Center for Internet & Society nomme Ultrasurf l'outil de contournement de la censure le « plus performant » parmi tous ceux qui ont été testés et le recommande pour une large diffusion. Il permet, entre autres, de contourner les blocages IP, DNS et le filtrage des mots-clés.
Le rapport note, cependant, qu'ultrasurf est fait pour du contournement, et non comme un outil d'anonymat.

## Critiques
Il faut cependant noter que certains experts dénoncent les méthodes d'Ultrareach, en particulier son fonctionnement fermé (closed-source), l'utilisation de ses propres serveurs (les développeurs ont donc accès aux historiques, ce qui signifie que les utilisateurs doivent faire confiance à Ultrareach pour qu'il ne révèle pas leurs données. Un filtrage interne (comme des sites pornographiques), l'utilisation de google analytics (ce qui peut amener à des fuites de données des utilisateurs) …
Jacob Appelbaum a réalisé une analyse d'Ultrasurf  datant du 16 avril 2011, et Olivier Laurelli (hacker plus connu sous le pseudonyme de « Bluetouff ») a écrit deux articles à propos d'Ultrasurf et d'Ultrareach.